# Piąta alija

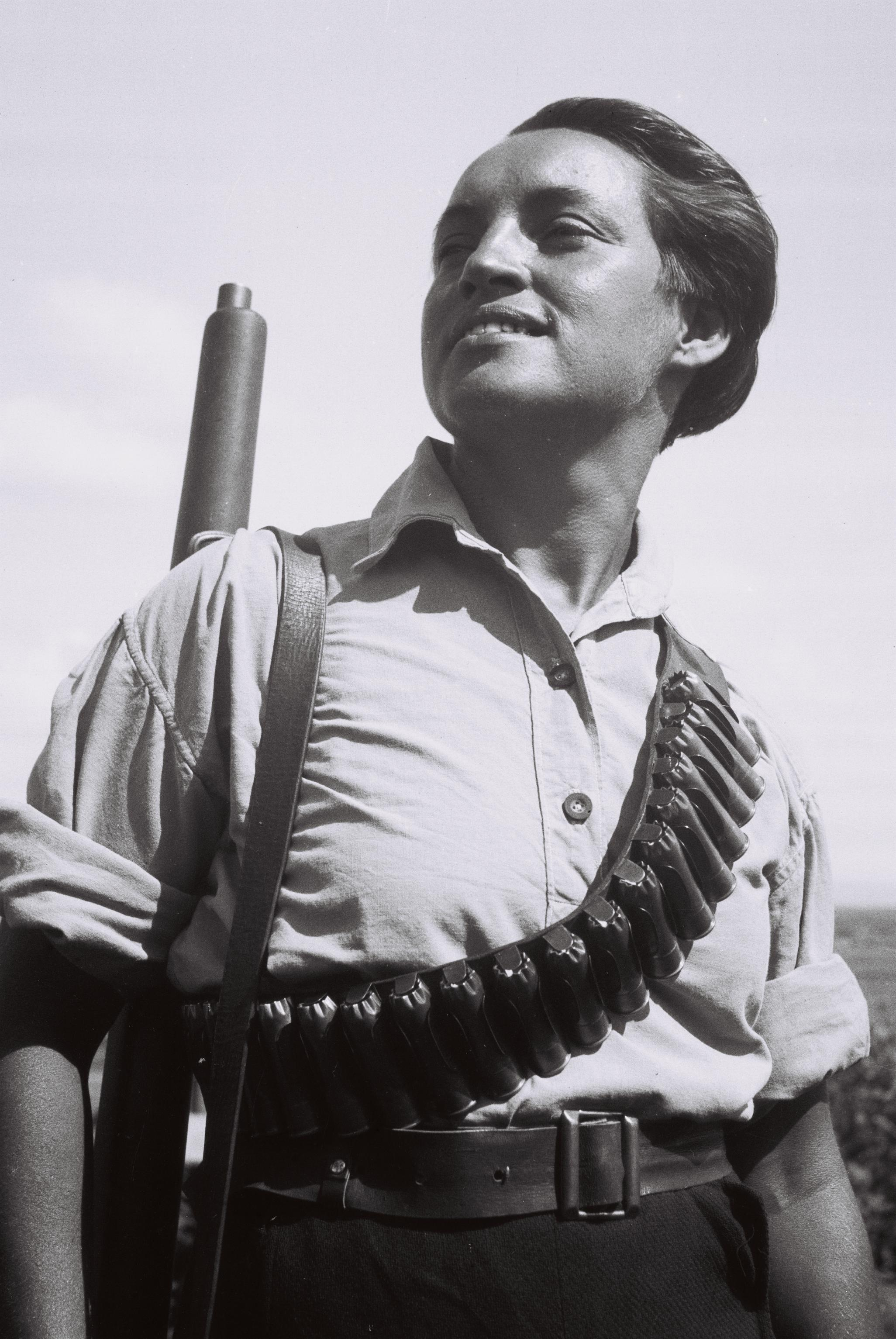
Żydowska strażniczka kibucu (1936)

Piąta alija – masowa imigracja Żydów pobudzonych ideami syjonizmu do Palestyny, która trwała w latach 1931–1940. Szacuje się, że w tym okresie osiedliło się w Palestynie około 250 000 Żydów. W tej liczbie znajdowało się około 60 tys. Żydów niemieckich, którzy uciekali przed nazizmem z Europy.

## Historia
Cechą charakterystyczną piątej alii był napływ do Palestyny licznych dobrze wykształconych Żydów z Europy Wschodniej i Niemiec. Byli wśród nich doktorzy, prawnicy, profesorowie, przedsiębiorcy i rzemieślnicy. Żydowscy artyści z Niemiec tworzyli podstawy nowej sztuki, a muzycy założyli Orkiestrę Filharmonii Palestyny.
W październiku 1933 roku, na wezwanie „Arabskiego Komitetu Wykonawczego”, rozpoczęły się arabskie demonstracje przeciwko polityce brytyjskiej w Palestynie – Arabowie protestowali przeciwko wzrostowi żydowskiej imigracji.
W latach 1934–48 nasiliła się nielegalna żydowska imigracja w Palestynie – Ha’apalah (Alija Bet). W listopadzie 1935 roku politycy arabscy przedstawili Brytyjczykom memorandum, domagając się utworzenia demokratycznego rządu arabskiego w Palestynie, wprowadzenia całkowitego zakazu żydowskiej imigracji oraz zakazu sprzedaży ziemi Żydom. Równocześnie konferencja uczonych znawców Koranu zagroziła klątwą każdemu Arabowi, który sprzeda ziemię Żydom.
Skutkiem arabskich zamieszek 1936 roku była decyzja Żydów o szybkiej rozbudowie własnego portu w Tel Awiwie (niezależnego od Jafy). W dalszej konsekwencji oznaczało to rosnącą izolację gospodarczą Żydów od Arabów.
Wraz z wybudowaniem przez Brytyjczyków portu w Hajfie i uruchomieniem rafinerii ropy naftowej nastąpiła zdecydowana poprawa sytuacji gospodarczej Palestyny.